# Renata Orso Ambrosoli
Renata Orso Ambrosoli (Rivarolo Ligure, 13 agosto 1915 – Roma, 22 maggio 2012) è stata una scrittrice e attrice italiana.
Nata a Genova è l'organizzatrice e fondatrice del premio internazionale di danza Positano.
Ha scritto un'autobiografia di notevole spessore e ha continuato fino alla morte ad organizzare manifestazioni di beneficenza.
Nelle vesti di attrice, è anche apparsa nel film Caterina va in città, (2003), di Paolo Virzì, dove è accreditata come Renata Orso, nel ruolo della vecchia zia Adelina, interpretazione assolutamente memorabile per la forza e la simpatia conferite 
dall'anziana attrice al personaggio.
È scomparsa nel 2012 all'età di 96 anni.

## Filmografia
- Caterina va in città - (2003) - zia Adelina.